# 嘘を愛する女
『嘘を愛する女』（うそをあいするおんな）は、2018年1月20日公開の日本映画。
TSUTAYA CREATERS'PROGRAM FILM 2015のグランプリ作品。監督は多くのCMを手掛けるCMディレクターの中江和仁。「夫は だれだった」という『朝日新聞』の記事から着想を得て作られた、実話を元にした物語である。キャッチコピーは「愛さえも、嘘ですか？」「あなたは、誰？」。

## あらすじ
キャリアウーマンの川原由加利は、恋人の小出桔平と同棲して5年。そんなある日、桔平が倒れたと警察が知らせに来る。病院へ向かうと、くも膜下出血で昏睡状態になった桔平がいた。そんな中、警察は由加利に、桔平の免許証が偽造されたものだと告げる。由加利は私立探偵を雇い、桔平の真実を探ろうとする。

## キャスト
- 川原由加利：長澤まさみ
- 小出桔平：高橋一生
- 海原匠：吉田鋼太郎
- 木村：DAIGO
- 心葉：川栄李奈
- マサコ：黒木瞳
- 綾子：野波麻帆
- 美咲：井上音生
- 初音映莉子
- 嶋田久作
- 奥貫薫
- 津嘉山正種

## スタッフ
- 監督：中江和仁
- 脚本：中江和仁、近藤希実
- 製作：市川南
- 共同製作：崔相基、吉崎圭一、平野健一、弓矢政法、加太孝明、阿部秀司、髙橋誠、宮崎伸夫、広田勝己、荒波修、板東浩二、吉川英作
- 企画：中西一雄
- エグゼクティブ・プロデューサー：阿部秀司
- プロデューサー：臼井央、遠山大輔、村上公一
- ラインプロデューサー：久保田傑
- 音楽：富貴晴美
- 撮影：池内義浩
- 照明：斉藤徹
- 美術：林チナ
- 装飾：天野竜哉
- 録音：高田伸也
- 編集：鈴木真一
- 助監督：野尻克己
- 制作担当：芳野峻大
- 衣装：纐纈春樹
- ヘアメイク：有路涼子、高村三花子
- スクリプター：生田透子
- キャスティング：緒方慶子
- 音楽プロデューサー：成川沙世子
- プロダクション統括：佐藤毅
- 主題歌：松たか子「つなぐもの」（アリオラジャパン）
- 配給：東宝
- 制作プロダクション：ROBOT
- 制作協力：東宝映画、阿部秀司事務所
- 製作：「嘘を愛する女」製作委員会（東宝、カルチュア・エンタテインメント、電通、徳間書店、ジェイアール東日本企画、ROBOT、阿部秀司事務所、KDDI、朝日新聞社、毎日新聞社、GYAO、ひかりTV、日本出版販売）

## ノベライズ
岡部えつ著の小説版が徳間文庫より出版された。